# Kategoria Superiore (2001/2002)
Rozgrywki Kategoria Superiore 2001–02 były 63. sezonem w historii, najwyższej piłkarskiej klasy rozgrywkowej w Albanii. Była to 4. edycja pod nazwą Kategoria Superiore. Sezon rozpoczął się 22 września 2001, a zakończył 25 maja 2002. Mistrzem Albanii został zespół Dinamo Tirana.

## Rozstrzygnięcia sezonu
Tytuł mistrza Albanii zdobyła drużyna Dinamo Tirana. Jednocześnie zapewniła sobie miejsce w kwalifikacjach do Ligi Mistrzów. Na podium znalazły się również kolejno drużyna SK Tirana i Partizani Tirana – beniaminek rozgrywek. Obie drużyny zyskały możliwość występu w Pucharze UEFA. Czwarta z kolei drużyna, Teuta Durrës zakwalifikowała się do Pucharu Intertoto. 13. oraz 14. drużyna rozgrywek, Luftëtari Gjirokastër oraz Tomori Berat spadły z ligi do niższej klasy rozgrywkowej – Kategoria e Parë.

## Tabela
|    | Klub                  | M  | Z  | R  | P  | Br+ | Br- | Pkt | Uwagi  |
| 1  | Dinamo Tirana         | 26 | 19 | 6  | 1  | 55  | 15  | 63  | Mistrz |
| 2  | SK Tirana             | 26 | 19 | 5  | 2  | 52  | 15  | 62  |        |
| 3  | Partizani Tirana      | 26 | 13 | 7  | 6  | 41  | 24  | 46  |        |
| 4  | Teuta Durrës          | 26 | 12 | 6  | 8  | 31  | 19  | 42  |        |
| 5  | Vllaznia Szkodra      | 26 | 12 | 4  | 10 | 44  | 27  | 40  |        |
| 6  | KS Shkumbini          | 26 | 10 | 3  | 13 | 32  | 36  | 33  |        |
| 7  | KS Lushnja            | 26 | 8  | 7  | 11 | 32  | 32  | 31  |        |
| 8  | Flamurtari Wlora      | 26 | 8  | 5  | 13 | 26  | 32  | 29  |        |
| 9  | Apolonia Fier         | 26 | 9  | 2  | 15 | 22  | 48  | 29  |        |
| 10 | Besëlidhja Lezha      | 26 | 6  | 10 | 10 | 20  | 25  | 28  |        |
| 11 | Bylis Ballsh          | 26 | 7  | 7  | 12 | 28  | 42  | 28  |        |
| 12 | Erzeni Shijak         | 26 | 9  | 1  | 16 | 31  | 54  | 28  |        |
| 13 | Luftëtari Gjirokastër | 26 | 8  | 3  | 15 | 24  | 50  | 27  | Spadek |
| 14 | Tomori Berat          | 26 | 7  | 4  | 15 | 29  | 48  | 25  | Spadek |

## Wyniki
```
 
GOŚCIE
            APO BES BYL DIN ERZ FLA LUF KSL PAR SHK TEU SKT TOM VLL
 --------
 
GOSPODARZE

 Apolonia Fier      –  1:1 2:0 1:2 2:1 2:0 1:1 1:0 3:1 2:0 1:3 1:0 1:0 1:2
 Beselidhja Lezhe  4:0  –  1:1 0:0 1:0 1:0 1:0 0:2 0:0 1:0 0:1 0:0 5:1 0:0
 Bylis Ballshi     4:1 0:0  –  1:1 2:1 2:0 5:3 1:1 1:1 0:1 2:1 0:0 5:1 0:0
 Dinamo Tirana     3:0 3:0 4:0  –  3:0 2:1 5:0 4:1 0:1 1:0 2:0 3:1 1:1 3:1
 Erzeni Shijak     1:0 2:1 1:0 0:2  –  2:3 3:0 2:1 0:1 2:1 3:2 1:3 1:0 5:2
 Flamurtari Vlore  4:1 0:0 2:0 1:2 2:1  –  1:0 1:1 1:1 2:1 1:0 0:1 4:2 0:2
 Luftetari         0:1 1:0 2:1 1:2 3:0 1:0  –  1:1 3:2 3:0 1:0 0:2 2:0 0:0
 KS Lushnja        3:0 1:1 4:1 0:3 1:1 1:0 2:1  –  1:2 4:0 1:0 0:1 0:0 2:1
 Partizani Tirana  4:0 2:0 3:2 0:2 5:0 3:0 2:0 3:1  –  5:2 1:1 0:0 1:0 0:0
 Shkumbini Pequin  2:0 2:0 1:0 0:0 4:2 0:0 7:0 3:2 2:1  –  0:2 0:1 2:0 2:1
 Teuta Durrës      1:0 0:0 1:1 1:1 2:0 1:0 5:0 1:0 1:1 1:0  –  0:1 1:1 2:1
 SK Tirana         3:0 3:1 6:0 2:2 4:1 1:1 2:1 2:1 2:0 4:1 1:0  –  4:2 1:0
 Tomori Berat      2:0 3:2 1:0 2:3 3:1 3:2 5:0 0:0 0:1 1:0 0:2 0:4  –  0:2
 Vllaznia Shkoder  6:0 2:0 3:1 0:1 6:0 1:0 2:0 2:1 2:0 1:1 0:2 0:3 7:1  –
```

## Baraże o awans
Do najwyższej klasy rozgrywkowej awansowała drużyna KS Elbasani występująca dotychczas w grupie B ligi Kategoria e Parë. Ponadto na zakończenie sezonu odbył się baraż o awans do Kategoria Superiore, w którym uczestniczyły zespoły z Grupy B.
Przebieg spotkań barażowych:
Runda 1:
- Kastrioti Kruja – Albpetrol Patos                    4:0
- Naftetari Kucove – Efnatia Rrogozhine                1:0

Runda 2:
- Efnatia Rrogozhine – Burreli                         1:3
- Albpetrol Patos – KS Besa                        0:3

Runda 3:
- KS Besa – Kastrioti Kruja                        0:0, po dogrywce karne 3:1
- Burreli – Naftetari Kucove                           0:1

Finał (odbył się 2 czerwca 2002 roku):
- KS Besa – Naftetari Kucove                       1:0

KS Besa jako zwycięzca baraży również zakwalifikował się do rozgrywek w następnym sezonie.